# Live! (Bassie en Adriaan)
Live! is de tweede cd van het Nederlandse artiestenduo Bassie en Adriaan. De CD werd uitgebracht onder het label Bridge Music in 2001.

## Liedjes
1. Ga Je Mee Naar Het Circus (Aad van Toor/Aad Klaris/Bert Smorenburg)
2. Acrobatenlied (Bas van Toor/Aad van Toor/Rinus van Galen/Bert Smorenburg)
3. Neef's Dierentuin (Bas van Toor/Aad van Toor/Bert Smorenburg)
4. De Prins En De Kikker (Bas van Toor/Aad van Toor/Bert Smorenburg)
5. Ik Zag Twee Beren Broodjes Smeren (Aad van Toor/Bert Smorenburg)
6. Twee Emmertjes Water Halen (Aad van Toor/Bert Smorenburg)
7. Er Zaten Zeven Kikkertjes (Aad van Toor/Bert Smorenburg)
8. Alle Eendjes Zwemmen In Het Water (Aad van Toor/Bert Smorenburg)
9. Zagen Zagen Wiede Wiede Wagen (Aad van Toor/Bert Smorenburg)
10. Een, Twee, Drie, Vier, Hoedje Van Papier (Aad van Toor/Bert Smorenburg)
11. Gefeliciteerd (Aad van Toor/Maurizio Mantille/Bert Smorenburg)
12. Bakkerslied (Bas van Toor/Aad van Toor/Rinus van Galen/Bert Smorenburg)
13. Alles Is Voor Bassie (Bas van Toor/Aad van Toor/Rinus van Galen/Bert Smorenburg)
14. Abracadabra (Aad van Toor/Aad Klaris/Bert Smorenburg)
15. Vier Seizoenen (Aad van Toor/Aad Klaris/Bert Smorenburg)
16. Schipper Mag Ik Overvaren (Aad van Toor/Bert Smorenburg)
17. Rijdent In Een Wagentje (Aad van Toor/Bert Smorenburg)
18. Wie Gaat Er Mee (Aad van Toor/Bert Smorenburg)
19. In Een Groen Knollenland (Aad van Toor/Bert Smorenburg)
20. In Holland Staat Een Huis (Aad van Toor/Bert Smorenburg)
21. Spoken Bestaan Niet (Bas van Toor/Aad van Toor/Aad Klaris/Bert Smorenburg)
22. Rustig, Rustig, Rustig (Aad van Toor/Ad van der Gein/Bert Smorenburg)
23. Geheime Agenten (Maurizio Mantille/Aad van Toor/Bert Smorenburg)